# Cybaeus aratrum
Espèce
Cybaeus aratrum est une espèce d'araignées aranéomorphes de la famille des Cybaeidae.

## Distribution
Cette espèce est endémique de la province du Gangwon en Corée du Sud. Elle se rencontre sur le mont Odaesan.

## Description
Le mâle holotype mesure 9,7 mm.

## Publication originale
- Kim & Kim, 2008 : A new species of the genus Cybaeus (Arachnida: Araneae: Cybaeidae) from Korea. Acta arachnologica Tokyo, vol. 57, no 1, p. 9-14 (texte intégral).